# Volvo Construction Equipment
Volvo Construction Equipment AB är en svensk tillverkare av anläggningsmaskiner som ingår i Volvokoncernen.

## Företaget
Volvo Construction Equipment, Volvo CE, är ett av de ledande företagen inom anläggningsmaskiner. Företaget har ett brett utbud av maskiner som innefattar hjullastare, banddrivna och hjuldrivna grävmaskiner, dumprar, schaktmaskiner, kompaktlastare, kompaktorer och asfaltsmaskiner. Volvo CE har produktionsanläggningar i Sverige, Frankrike, Tyskland, Kina, USA, Brasilien, Mexiko, Sydkorea, Indien och Polen. Då företaget finns över hela världen kan de tillhandahålla service och reservdelar till kund i stor utsträckning och företaget har även ett brett utbud av redskap, såsom skopor, timmergafflar, pallgafflar mm.
Volvo CE distribuerar främst sina maskiner via fristående försäljare och finns tillsammans med sitt uthyrningsprogram i mer är 200 länder.

## Historia

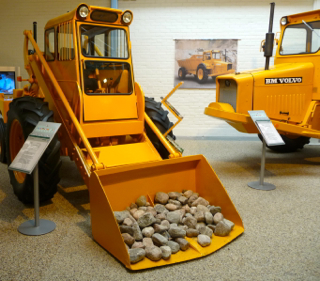
BM Volvo

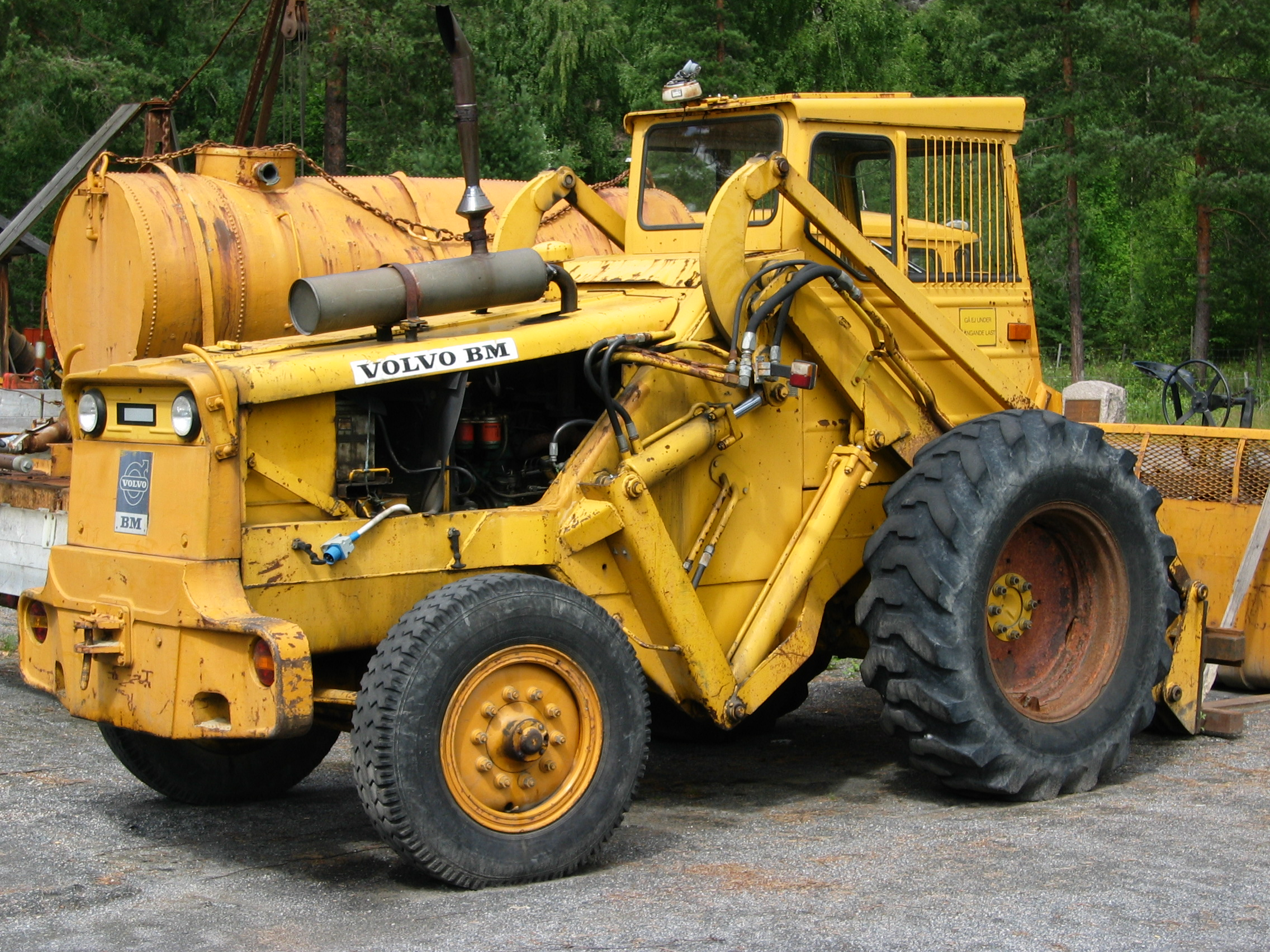
Anläggningsmaskin, den klassiska baklastaren LM 621 - årsmodell 1976 - från tiden då Volvo Construction Equipment hette Volvo BM.

Volvo Construction Equipment är det äldsta industriella företag som fortfarande är aktivt inom anläggningsmaskiner. Företagets historia börjar redan  1832, då Johan Theofron Munktell fick stadens uppdrag att starta en mekanisk verkstad i syfte att förse Eskilstuna Gevärsfaktori och bygdens hantverkare "med nödige Wärktyger och Machiner". Företaget fick namnet Eskilstuna Mekaniska Verkstad, senare Munktells Mekaniska Verkstad och tillverkade till en början tryckpressar, verktyg och smidespressar. Efter en resa till England inspirerades Munktell till att 1853 tillverka Sveriges första ånglok, Förstlingen. Detta ledde in företaget till att producera ånglokomobiler och senare traktorer.
Medan detta skedde i Eskilstuna grundades J. & C. G. Bolinders Mekaniska Verkstad år 1844 i Stockholm av bröderna Jean och Carl Gerhard Bolinder. Under de första årtiondena var produktionen inriktad på ångmaskiner, träbearbetningsutrustning och råoljemotorer för till exempel båtar och sågverk. 1932 slogs Munktells Mekaniska Verkstad och Bolinders motoravdelning samman till Bolinder-Munktell. Under det nya namnet tillverkade företaget traktorer, dieselmotorer, skördetröskor och jordbruksredskap.

### Del av Volvo
Volvo köpte upp Bolinder-Munktell år 1950, vid den tiden fanns ett antal konkurrerande tillverkare av lastmaskiner baserade på jordbrukstraktorer, så kallade baklastare. Den första BM Volvo-baklastaren tillverkades 1954 genom ett samarbete mellan Bolinder-Munktell och Bröderna Lundbergs Mekaniska i Skellefteå, den baserades på en BM 35 och kallades H-10. Bröderna Lundbergs Mekaniska hade redan tre år tidigare, 1951, tillverkat sin första baklastare, baserad på en Fordsontraktor. 1954 anses vara startpunkten för Volvos lastmaskintillverkning och 2004 firade man 50 år. 1957 slöt Bolinder-Munktell avtal med Bröderna Lundbergs och konceptet lastmaskin utvecklades till att bli en världsprodukt. Volvo köpte upp ASJs tillverkningsrättigheter för hjullastarverksamhet, Parca, år 1968.
Parca tillverkade fyra hjullastare med fyrhjulsdrift varav den största, Parca 1640, var midjestyrd. Tillverkningen av hjullastarna förflyttades från ASJs verkstäder i Arlöv till BM-Arvikaverken i Arvika. Det var just konstruktionen för midjestyrningen som Volvo var ute efter och mellan åren 1970-72 lanserade Volvo fyra nya midjestyrda lastare; LM 845, LM 846, LM 1240 och LM 1641. Volvo producerade baklastare fram till år 1984, den sista modellen kallades 622 respektive 642 beroende på om den var två- eller fyrhjulsdriven. Efter detta år producerades enbart ramstyrda lastare.
Volvo inledde ett samarbete med Lihnells Vagn AB i Braås år 1955 där Lihnells tillverkade traktorer med tillhörande vagn som 1958 fick tippfunktion. Genom att ta bort framaxeln och istället använda sig av hydraulcylindrar för att styra framramen tillverkades år 1966 den första ramstyrda dumpern, DR 631 som fick smeknamnet Gruskalle. Lihnells Vagn AB slogs ihop med Volvo BM år 1974.

### Volvo BM
För att stärka Volvos varumärke ändrades namnet på företaget från Bolinder-Munktell till Volvo BM AB år 1973. Samtidigt bestämde företaget sig för att inrikta sig mer mot anläggningsmaskiner och frångick tillverkning av jord- och skogsbruksmaskiner. 
Volvo BM AB började 1985 samarbeta med det amerikanska företaget Clark Equipment Companys anläggningsmaskindivision. Clark Equipment ägde produktnamnen Michigan och Euclid och vid sammanslagningen fick det nya företaget namnet VME Group. För att ge sig in i branschen för kompakta hjullastare köpte VME upp Zettelmeyer år 1991 i Konz, Tyskland. Samma år köpte de även upp Åkermans Verkstad AB i Eslöv.

### Volvo Construction Equipment
Volvo köpte upp Clarks andelar i samarbetet VME år 1995 och företaget blev ett helägt Volvoföretag och fick sitt nuvarande namn Volvo Construction Equipment. Samma år köptes det franska företaget Pel-Job, tillverkare av kompakta grävmaskiner, och integrerades i koncernen. Endast två år senare, 1997, köpte Volvo upp en tillverkare av väghyvlar, det Kanadabaserade Champion Road Machinery Limited för att bredda utbudet och förankra företagets närvaro i Nordamerika.
Som det första utländska företaget i världen investerade Volvo i Korea genom att köpa upp Samsung Heavy Industries division för anläggningsmaskiner. Samsungs grävmaskiner såldes redan då över hela världen. För att stärka sin position på den asiatiska marknaden köpte Volvo 70% av aktierna i den kinesiska anläggningsmaskinstillverkaren Shandong Lingong Construction Machinery Co, SDLG, för 327,5 miljoner RMB, motsvarande cirka 362,5 miljoner kronor, år 2006.
Det amerikanska företaget Ingersoll-Rands division för väganläggningsmaskiner köptes upp av Volvo år 2007 och blev därefter världens tredje största tillverkare inom anläggningsmaskiner.
Volvo påbörjade år 2010 investeringar för 65 miljoner SEK för att börja producera bandgående grävare i Brasilien.

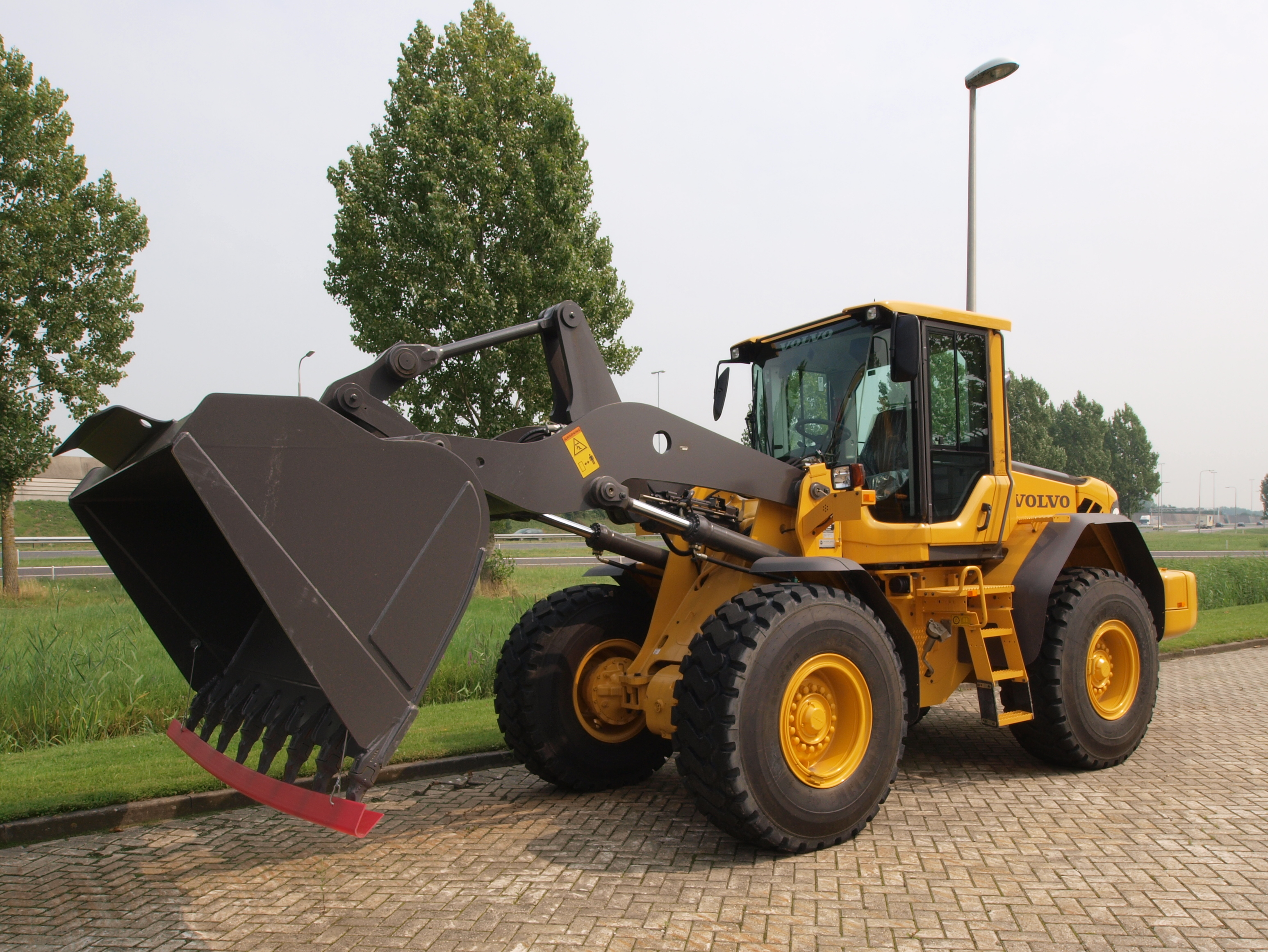
Volvo L90F

Volvo påbörjade investeringar under 2011 som ska sträcka sig över de närmaste åren där Volvo CE planerar att investera 100 miljoner amerikanska dollar i anläggningen i Shippensburg. Investeringarna går till start av produktion för hjullastare, grävare och dumpers till Nordamerika.
Volvo köpte Terex division för ramstyrda dumprar och stela tipptruckar år 2014.
Volvo introducerade 2016 världens första autonoma och helelektriska dumper under Volvo CE Xploration Forum.
Volvo säljer sina andelar i SDLG för 6 miljarder RMB, motsvarande cirka 8 miljarder kronor och köper Swecons verksamheter i Sverige, Tyskland och Baltikum, inklusive Entrack för 7 miljarder kronor.

## Produkter
Företaget tillverkar idag, som namnet antyder, endast anläggningsmaskiner men hade tidigare under BM-eran även tillverkning av bland annat jordbrukstraktorer, tröskor, schaktmaskiner och skogsmaskiner.

### Hjullastare

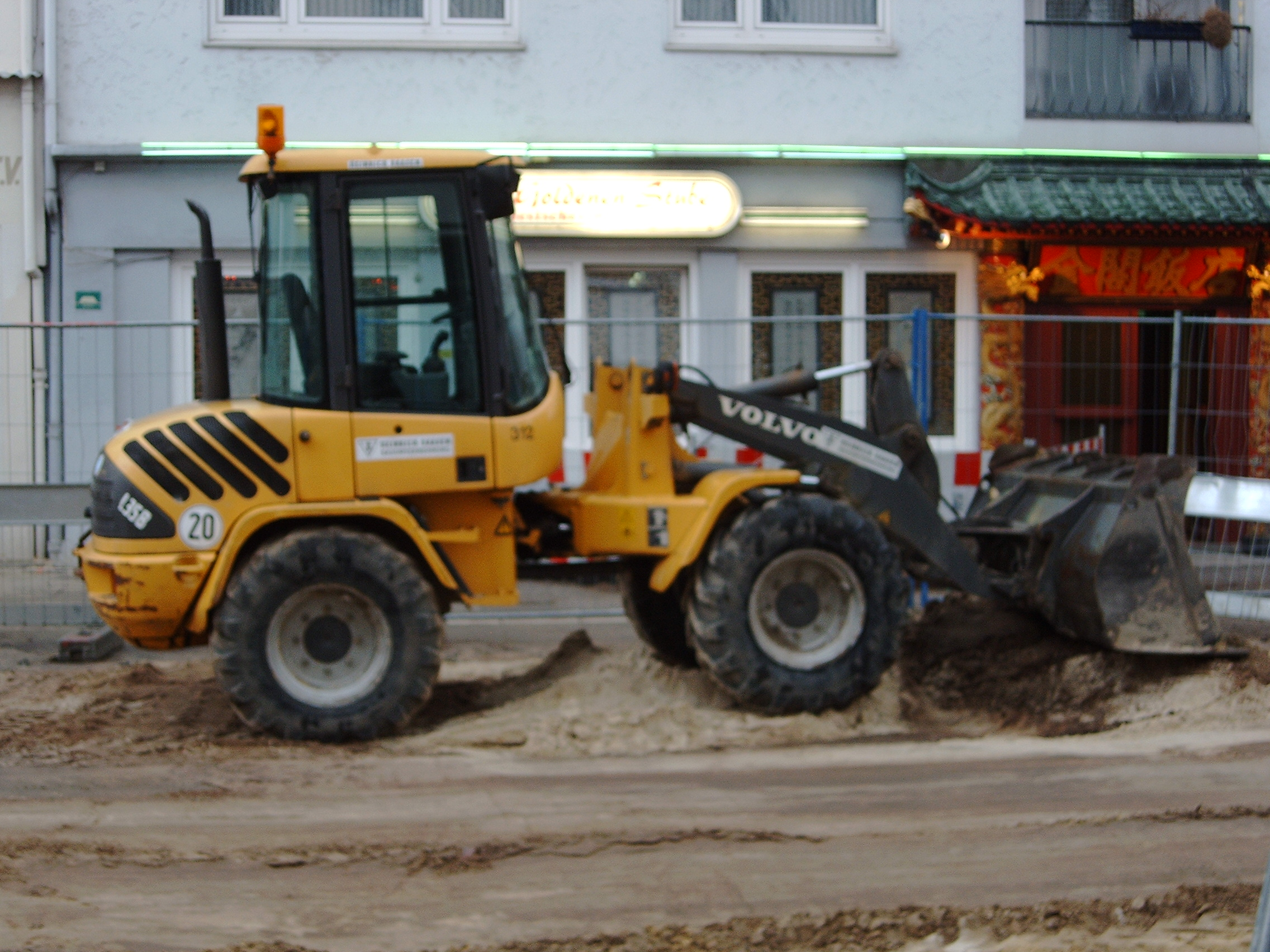
Volvo L35B kompakt hjullastare.

De modeller företaget har idag är uppdelade på kompakta hjullastare och hjullastare. 
- Kompakta hjullastare

De kompakta hjullastarna har modellnamnen L20, L25, L30, L35, L45 och L50. Siffrorna förklarar vilken last de är konstruerade för, exempelvis är L20 gjord för att hantera 2 tons last medan L35 är gjord för att hantera 3,5 ton. Det är dock inte samma som den maximala lasten som maskinen klarar av att lyfta, hänsyn har även tagits till att maskinen svänger fullt, exempelvis kan en L20 lyfta 3,2 ton i statisk last när den står rakt. 
- Stora hjullastare

De större hjullastarna finns i modellerna L60, L70, L90, L110, L120, L150, L180, L220, L260 och L350. Den minsta hjullastaren har kapacitet för 4,5 ton och den största för 35 ton. Modellerna L60 till och med storleken L350 tillverkas huvudsakligen i Arvika men montering av vissa modeller sker även i Pedeneiras och Shippensburg. 
Monteringen av de maskiner som idag har utvecklats till stora hjullastare skedde från en start i samarbete mellan Volvo BM och Bröderna Lundbergs och den första modellen var en baklastare med namnet H10 år 1953. Denna baserades på en Volvo BM-traktor i form av motor, drivlina och däck medan ram, lastaggregat, hytt, el och hydraulik tillverkades av Bröderna Lundbergs och monterades ihop i deras fabriker i Skellefteå. När Volvo BM köpte upp Parca-verksamheten 1968 monterades tre modeller i Skellefteå av Bröderna Lundberg; LM 218, LM 620 och LM 640. Den största baklastaren LM 840 monterades i Volvos egna lokaler i Arvikaverken mellan åren 1966-1972. Vid köpet av Parca-verksamheten flyttades tillverkningen av modellerna Parca 654, Parca 854, Parca 1254 och Parca 1640 till Arvikaverken. Med detta började Volvo utveckla och sälja ramstyrda lastare och försäljningen av baklastare minskade för att 1984 upphöra helt.

### Grävmaskiner
Volvo säljer tre olika typer av grävmaskiner, minigrävmaskiner, hjul- och bandburna grävmaskiner. 
- Minigrävmaskiner

Minigrävmaskinerna är alla bandburna och har beteckningarna EC15 Ec 18, EC20, ECR28, EC35, ECR38, EC55, ECR58 och ECR88. Siffrorna beskriver vikten för maskinen inklusive hytt, exempelvis väger en EC20 2 ton och en ECR88 väger Ca 8,8 ton.
- Hjulburna grävmaskiner

De hjulburna grävmaskinerna har beteckningarna EW 60, EWR150, EW160, EW180, EW210 och EW240, och använder sig av samma system som minigrävarna för att beskriva vikten, dvs en EW180 väger Ca 18 ton.
- Bandburna grävmaskiner

Modellnamnen för de bandburna grävmaskinerna är EC140, ECR145, EC160, EC220, ECR235, EC250, EC300, ECR305, EC330, EC340, EC360, EC380, EC460, EC480, EC700, EC750 och EC950. Beteckningarna beskriver likt för de andra modellerna att den minsta grävmaskinen väger 14 ton medan den största väger 95 ton.

### Dumprar

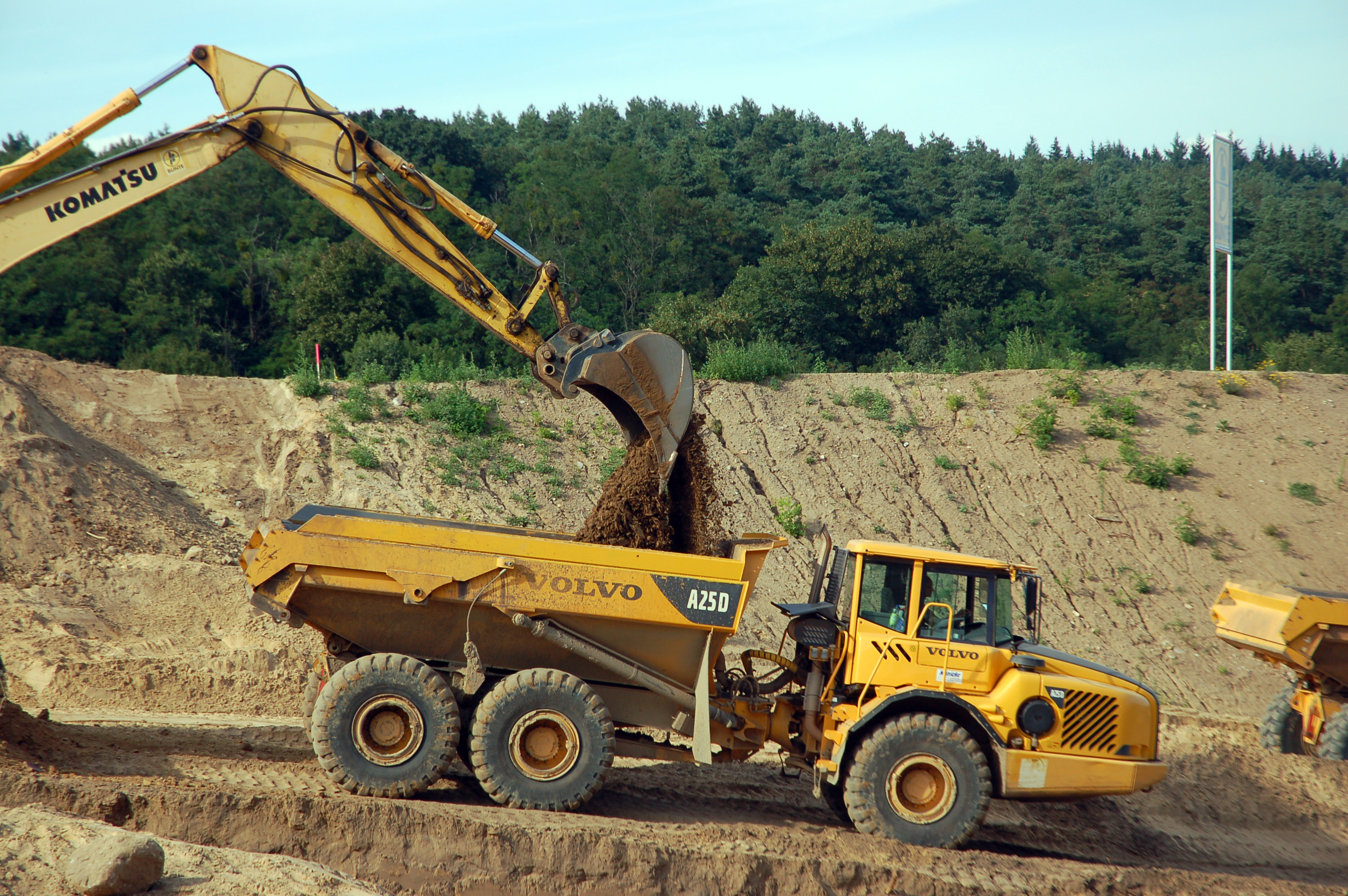
En Volvo-dumper, modell A25D

Volvo Construction Equipment har med sina sju maskinmodeller störst marknadsandelar inom segmentet för dumprar och har haft det sedan 1966. Den första dumpern, DR 631 tillverkades i Braås genom ett samarbete mellan AB Bolinder-Munktell och Lihnells Vagn AB. Den första dumpern var i princip en vanlig traktor utan framaxel kopplad till en driven vagn. Sedan dess har dumpern utvecklats och idag har modellerna drivning på alla hjul och styrningen sker med hjälp av hydraulcylindrar. Dagens sju modeller bygger på fem maskinstorlekar, A25, A30, A35, A45 och A60. A45 kan fås som FS, vilket på engelska står för full suspension och förklarar att såväl hytt som lastkorgen har fjädring. Modellnamnen förklarar storleken på last som kan fyllas i korgen i antalet short ton (1 sh tn = 907 kg). Storleken på lasten ligger mellan 24 och 55 ton, A25 är konstruerad för lasten 24 ton och en A60 för lasten 55 ton. Volvo Construction Equipment distribuerar dumprarna i cirka 150 länder och har idag en marknadsandel på 37%. År 2006 rullade den 50 000:e enheten av produktionslinan i Braås.

### Kompaktorer
På kompaktorsidan har Volvo fyra typer, små asfaltskompaktorer, stora asfaltskompaktorer samt små och stora jordkompaktorer. Dessa typer har olika variationer vad gäller fram- och bakaxlarna. Det finns kompaktorer med ståltrummor på både fram- och bakaxel, avsedda för asfalt. De som har en trumma fram och däck på bakaxeln och de som har däck både bak och fram, avsedda för jord. 
Små asfaltskompaktorer
De mindre kompaktorerna för asfalt heter CR24, CR30, DD25, DD29, DD31 och DD38. Modellnamnet är kopplat till den totala vikten på maskinen. CR30 har en vikt på 3 ton och DD38 en vikt på 3,8 ton. Modellerna med beteckning CR har trumma fram och däck bak medan DD-modellerna har trumma fram och bak, på engelska double drum.
Stora asfaltskompaktorer
De större kompaktorerna heter DD70, DD110, DD112, DD118, DD132, PT125 och PT240. PT är en förkortning av pneumatic tire, på svenska pneumatiska däck. Modellerna som heter PT har däck både fram och bak.
Jordkompaktorer
Jordkompaktorerna heter SD45, SD75, SD115, SD160 och SD200. SD står för soil drum, jordtrumma på svenska.

### Kompaktlastare
Volvo har idag sju modeller av kompaktlastare konstruerade efter vilken kapacitet som behövs. Modellerna är MC60, MC70, MC95, MC115, MCT85, MCT125, MCT145, där MCT innebär att de är bandburna medan övriga modeller har hjul. Kapaciteten för vad maskinerna klarar av varierar mellan 600 kg och 1450 kg, där modellnamnet visar vilken kapacitet de har. Kapaciteten i kilogram får man genom att ta siffrorna i modellnamnet och multiplicera med faktor 10, exempelvis har MC115 kapaciteten 1150 kg.

## Utvecklings- och produktionsorter
Volvo Construction Equipment har under årens gång utvecklats inom det egna företaget och även genom uppköp av andra företag. På detta sätt har företaget skaffat sig ett brett sortiment av anläggningsmaskiner som innefattar såväl kompaktorer, hjullastare, grävare, dumpers, schaktvagnar och kompaktlastare. Dessa maskiner tillverkas på ett antal olika ställen utspritt över hela världen, från Sverige till Tyskland, Frankrike, USA, Brasilien, Kina och Sydkorea.

### Arvika
I Arvika sker montering av hjullastare i storlekarna L60, L70, L90, L110, L120, L150, L180, L200HL (highlift), L220, L260 och L350. Tillverkning av ramar till maskinerna görs även i Arvika. Det är cirka 1050 fast anställda i Arvika, ej medräknat inhyrd personal. Grunden till vad som idag är Volvo CE i Arvika är något som från början var en smedjerörelse för tillverkning av hackelsemaskiner och plogar redan 1885 grundad av Per Andersson. 1899 bildas AB Arvika Werkstäder som 1916 omvandlas till Arvikaverken AB för att utvidga företaget. Volvo går in som helägare i företaget 1995 och därmed ges företagsnamnet Volvo Construction Equipment. Tillverkningen av hjullastare har varit en del av Volvokoncernen sedan 1954. Volvos huvudfabrik för all tillverkning av hjullastare finns i Arvika, där den första hjullastaren tillverkades 1970.

### Belley
Den franska orten Belley har tillverkning av kompakta grävmaskiner med modellnamnen EC15, EC20, ECR28, EC35, ECR38, ECR48 och ECR50. Anläggningens historia började år 1978 då företaget Pel-Job grundades som Europas första distributör av kompakta grävmaskiner i Europa. 1995 köpte Volvo upp företaget som integrerades i det nuvarande företaget.

### Braås
I Braås monteras dumprar för modellerna A25, A30, A35, A40, A45 och A60. Här tillverkas även lastkorgarna och ramarna för dumprar. Det är cirka 950 fast anställda i Braås, ej medräknat inhyrd personal. Den första dumpern, DR 631, tillverkades i Bråas redan 1966 genom ett samarbete mellan AB Bolinder-Munktell och Lihnells Vagn AB.

### Changwon
I Changwon i Korea tillverkas bandburna och hjulburna grävmaskiner.  Antalet anställda i Changwon år 2021 var cirka 1500 st.

### Eskilstuna
I Eskilstuna sker utveckling för i huvudsak samtliga teknikområden för hjullastare och dumper och även tillverkning av axlar och drivlina för hjullastare och dumper.   Ramkonstruktion är ett av undantagen som har utveckling i Braås. Utvecklingsavdelningarna innefattar bland annat motor, axlar och drivlina, hydraulik, el och elektronik. Det är cirka 1900 fast anställda, ej medräknat inhyrd personal vilket gör Volvo Construction Equipment till 7:e största arbetsgivaren i Södermanland. Redan 1832 anlade Johan Theofron Munktell mekanisk verkstad i Eskilstuna, i vilken sedermera tillverkning av traktorer startades och sedan dess har staden varit med i företagets utveckling.

### Hallsberg
I Hallsberg sker tillverkning av hytt och plåtdetaljer. Tidigare skedde även tillverkning av hydraulcylindrar i Hallsberg. Det är cirka 400 fast anställda i Hallsberg, ej medräknat inhyrd personal.

### Hameln
I Hameln i Tyskland tillverkas asfaltsläggare och kompaktorer för jord och asfalt. Antalet anställda i Hameln år 2021 var cirka 500 st.

### Konz
I anläggningen i Konz tillverkas kompakta hjullastare i storlekarna L20, L25, L30, L35, L40, L45 och L50 samt hjulburna grävmaskiner i storlekarna EW140, EW160, EW180 och EW210 samt bandburna grävmaskiner i modellerna EC140, EC160, EC220, och EC250. Historian började redan 1887 då Zettelmeyer grundades av Hubert Zettelmeyer. År 1990 köpte VME upp företaget och 1998 tillverkades den första Volvo-märkta kompakta hjullastaren. Den första Volvomärkta grävmaskinen byggdes år 1998.

### Köping
I Köping bearbetas detaljer till växellådor till flera olika anläggningsmaskiner. Monteringen av växellådan är numera förlagd till Eskilstuna.

### Pedeneiras
I Pedeneiras i Brasilien tillverkas hjullastare, bandburna grävmaskiner och kompaktorer för jord. Antalet anställda i Pedeneiras år 2021 var cirka 340 st.

### Shippensburg
I Shippensburg i USA tillverkas hjullastare, asfaltsläggare och kompaktorer för jord och asfalt. Antalet anställda i Shippensburg år 2021 var cirka 800 st.

### Skövde
I Skövde sker tillverkning av motorer för de större maskinerna, 9 liters cylindervolym och uppåt.

### Wrocław
Wrocław hade monteringsanläggning för grävlastare fram till slutet på 2015 då dessa togs ur produktion. Istället ska varumärket SDLG ta över tillverkningen av dessa.

## Återförsäljare
På den svenska marknaden marknadsförs Volvo Construction Equipments produkter av Swecon Anläggningsmaskiner som ägs av Svenska Lantmännen.